# Hypoplectrus providencianus
Hypoplectrus providencianus é uma espécie de peixe da família Serranidae.
Habita nas águas de los arquipélagos de Santo André, Providência e Santa Catarina (Colômbia), e as Ilhas Cayman.